# Моро де Тур, Жорж
Жорж Моро де Тур ((фр. Georges Moreau de Tours); 4 апреля 1848, Иври-сюр-Сен (пригород Парижа) — 12 января 1901, Буа-ле-Руа) — французский художник.

## Биография
Сын психиатра Жака Жозефа Моро де Тура (1804—1884), который, в частности, первым предложил использовать коноплю для лечения психических заболеваний. Брат психиатра и криминалиста Поля Моро де Тура (фр.; 1844—1908).
В 1865 году Жорж Моро де Тур поступил в парижскую Школу изящных искусств, где учился у Александра Кабанеля. Уже в 1860-е годы он начал выставляться на Парижском салоне, и был его постоянным участником вплоть до 1896 года.
В первую очередь, Моро де Тур был известен, как исторический живописец, автор картин на сюжеты из французской и античной истории. Его работы характеризовались тем вниманием к деталям и тем высоким уровнем мастерства, который в целом был достигнут французскими художниками—реалистами, и, в особенности, учениками Кабанеля и Бугро в то время. 
Кроме того, Моро де Тур много работал как художник-иллюстратор. Им были проиллюстрированы, в частности, драмы Виктора Гюго «Мария Тюдор» и «Эми Робсарт» (посвящённая истории известной британской аристократки).
Работал Моро де Тур и как художник-декоратор. Он создал, в частности, росписи для зала регистрации браков в ратуше II округа Парижа.
В 1892 году художник был награжден орденом Почетного легиона. Он имел собственную мастерскую и учеников, а также учениц. На одной из своих учениц он позднее женился. Его жена, Тереза Моро де Тур, тоже успешно занималась живописью. 
Именем художника была названа улица в городке Буа-ле-Руа (департамент Сена и Марна), где он жил и умер.

## Галерея

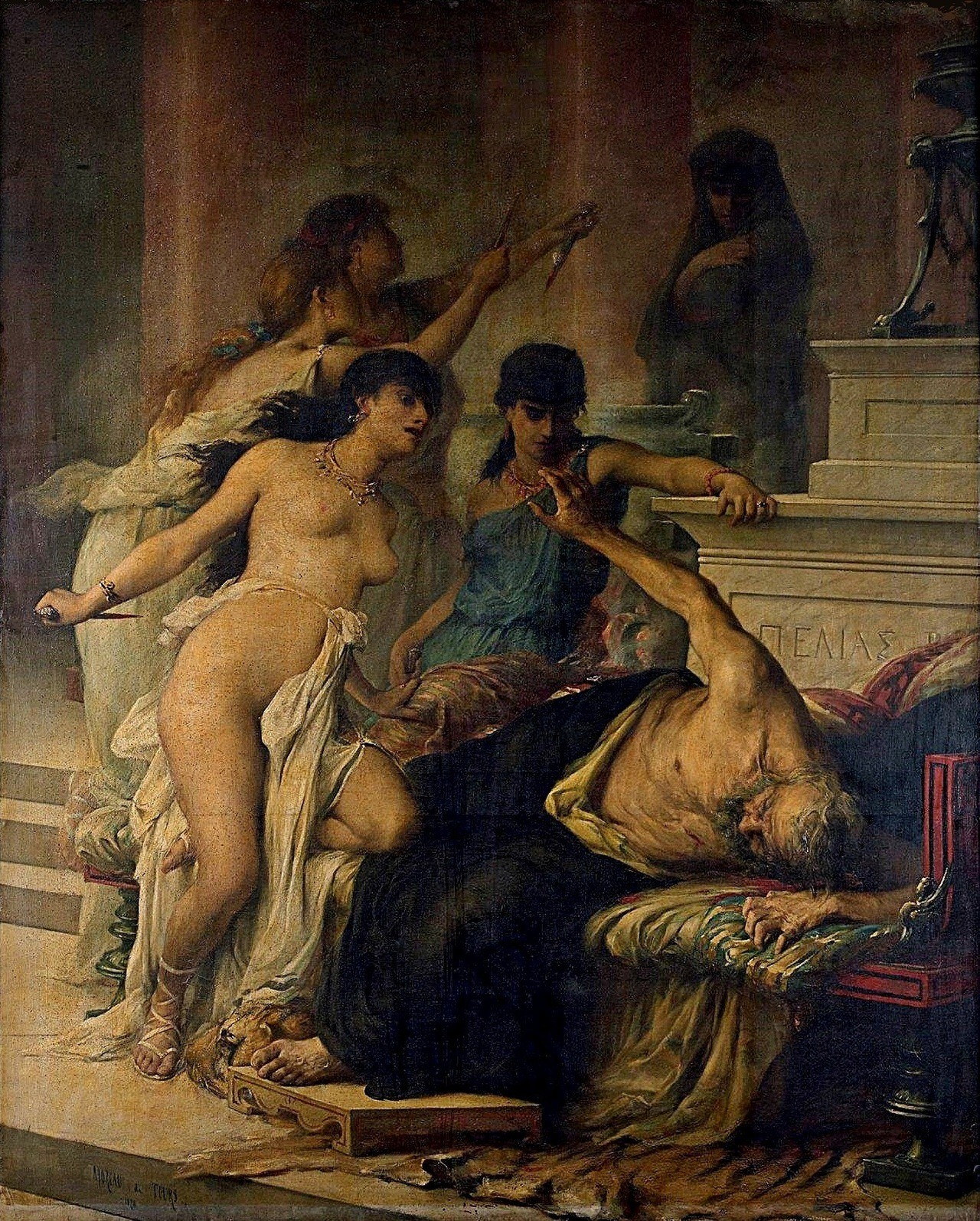
Пелий, погибающий от рук своих дочерей. 1878.
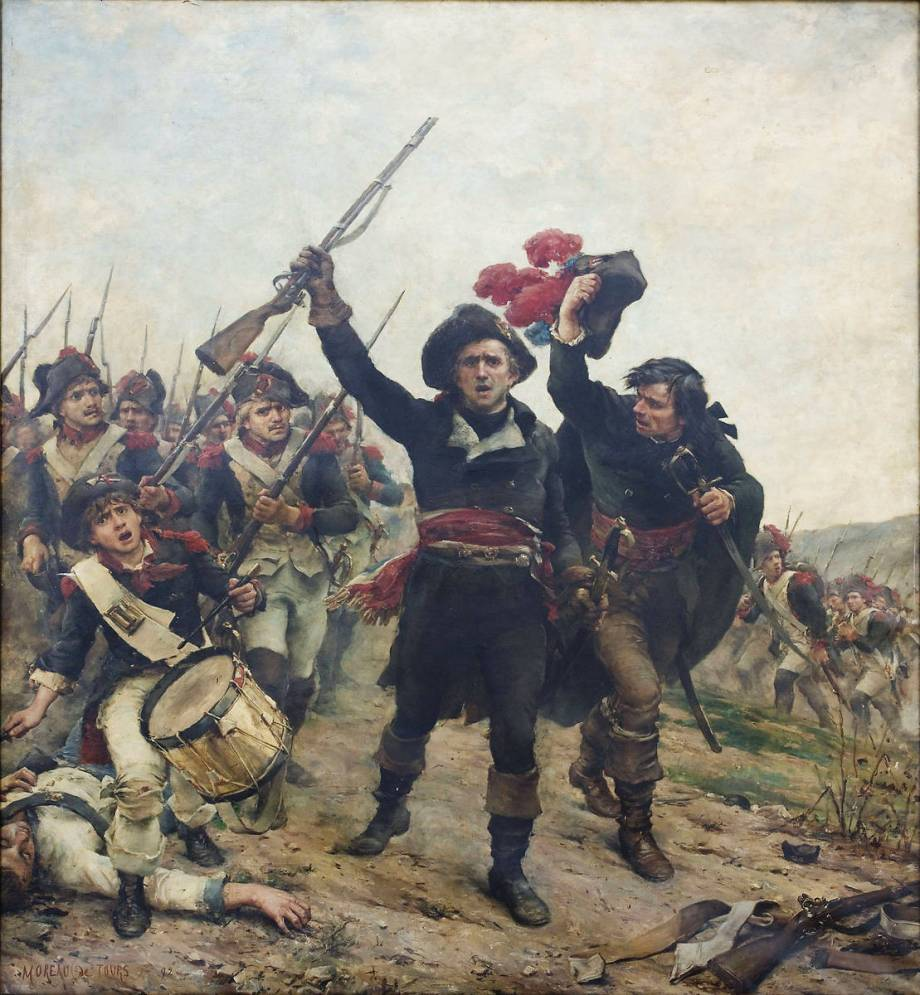
Лазар Карно в битве при Ваттиньи. 1893 (картина создана к столетию сражения).
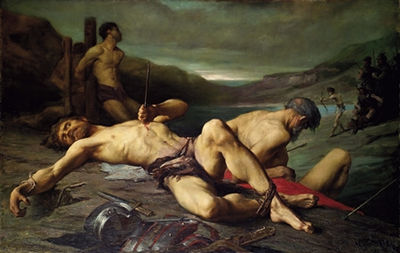
Родичи Хлодвига. 1877.
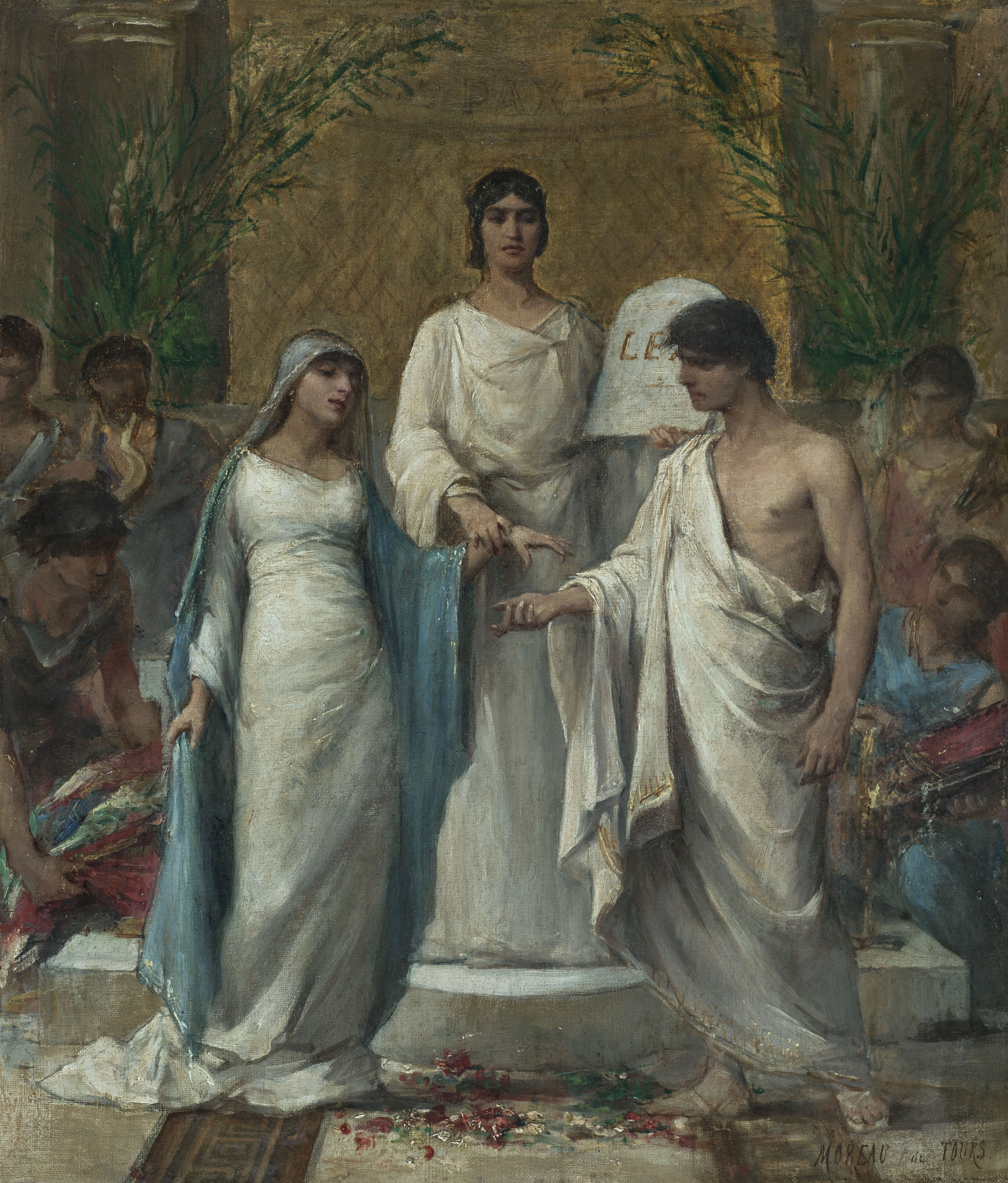
Бракосочетание. Эскиз росписи зала регистрации браков в ратуше II округа Парижа. 1880, Малый дворец (Париж).
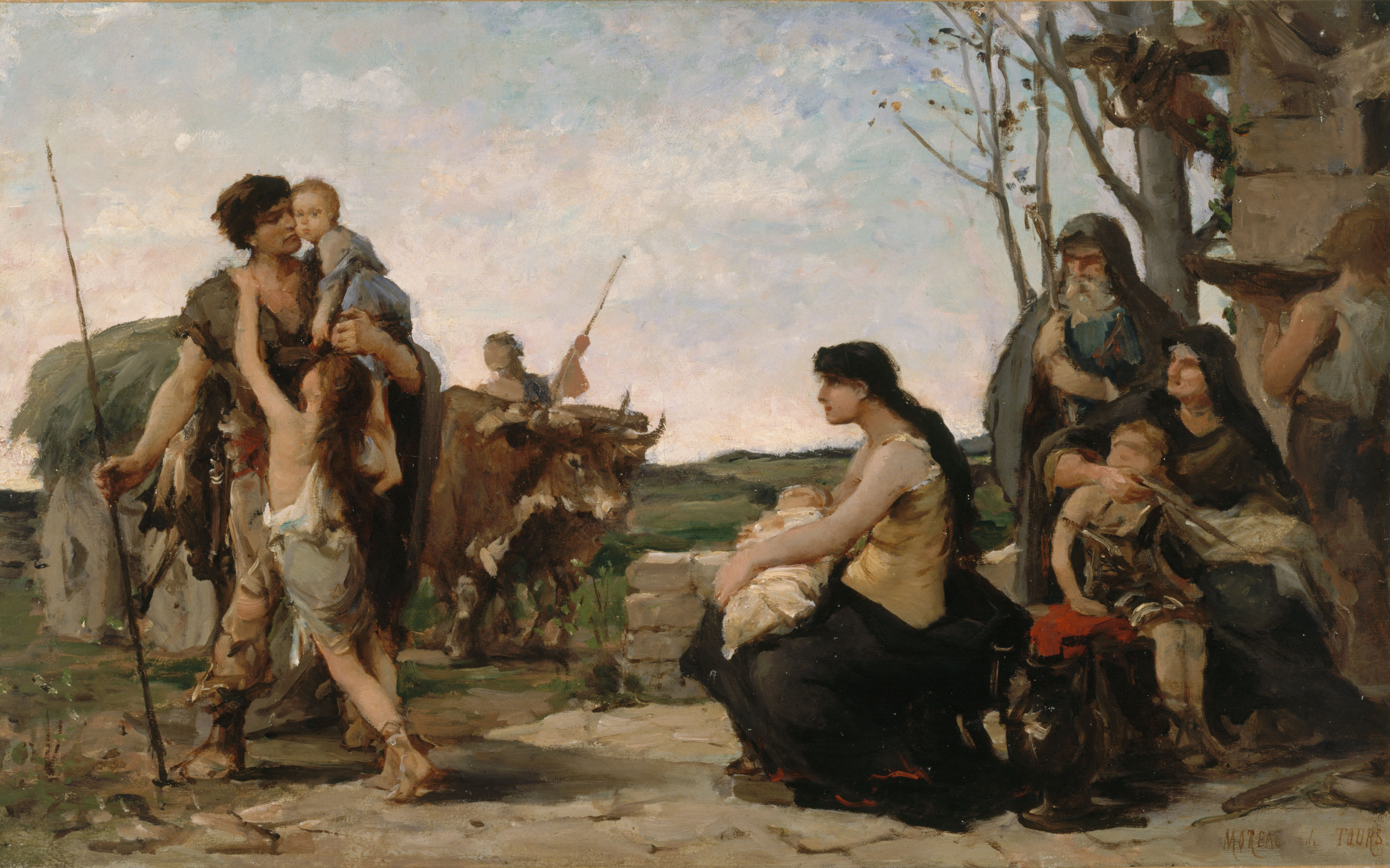
Семья. Эскиз росписи зала регистрации браков в ратуше II округа Парижа. 1880,  Малый дворец (Париж).
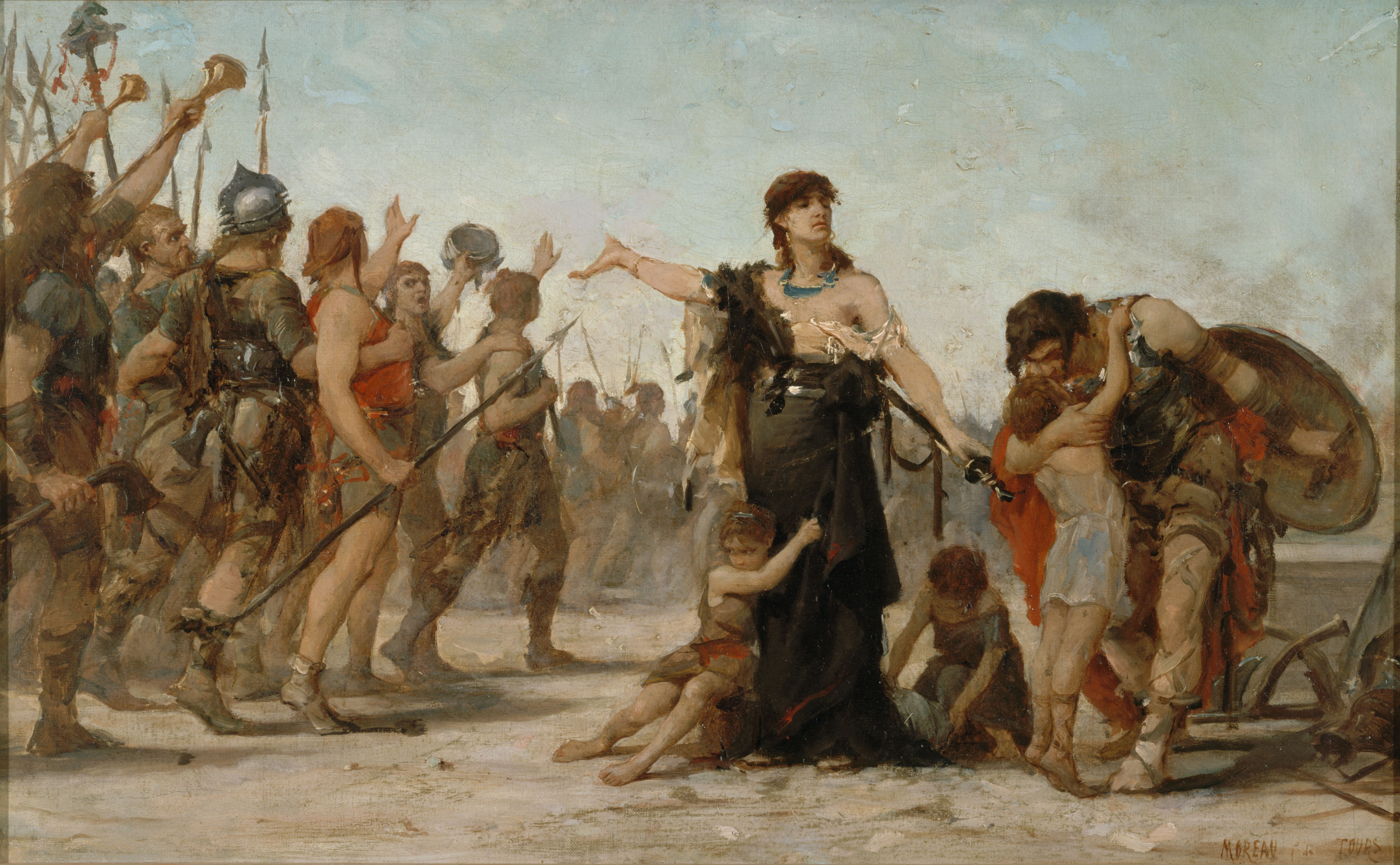
Во имя Отечества. Эскиз росписи зала регистрации браков в ратуше II округа Парижа. 1880,  Малый дворец (Париж).
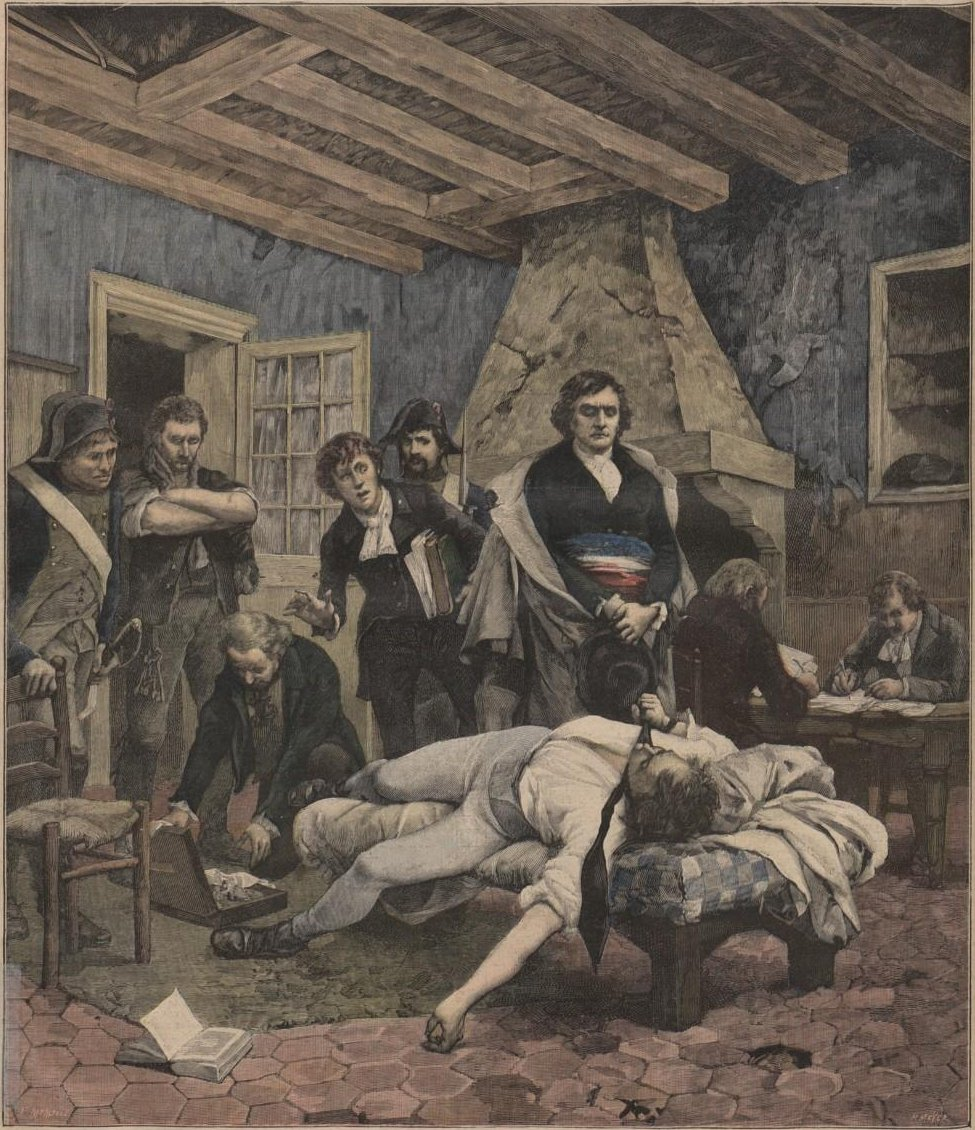
Смерть генерала Пишегрю. Газетная иллюстрация с оригинала Моро де Тура (опубликована в газете «Le Petit Journal» в 1891 году).
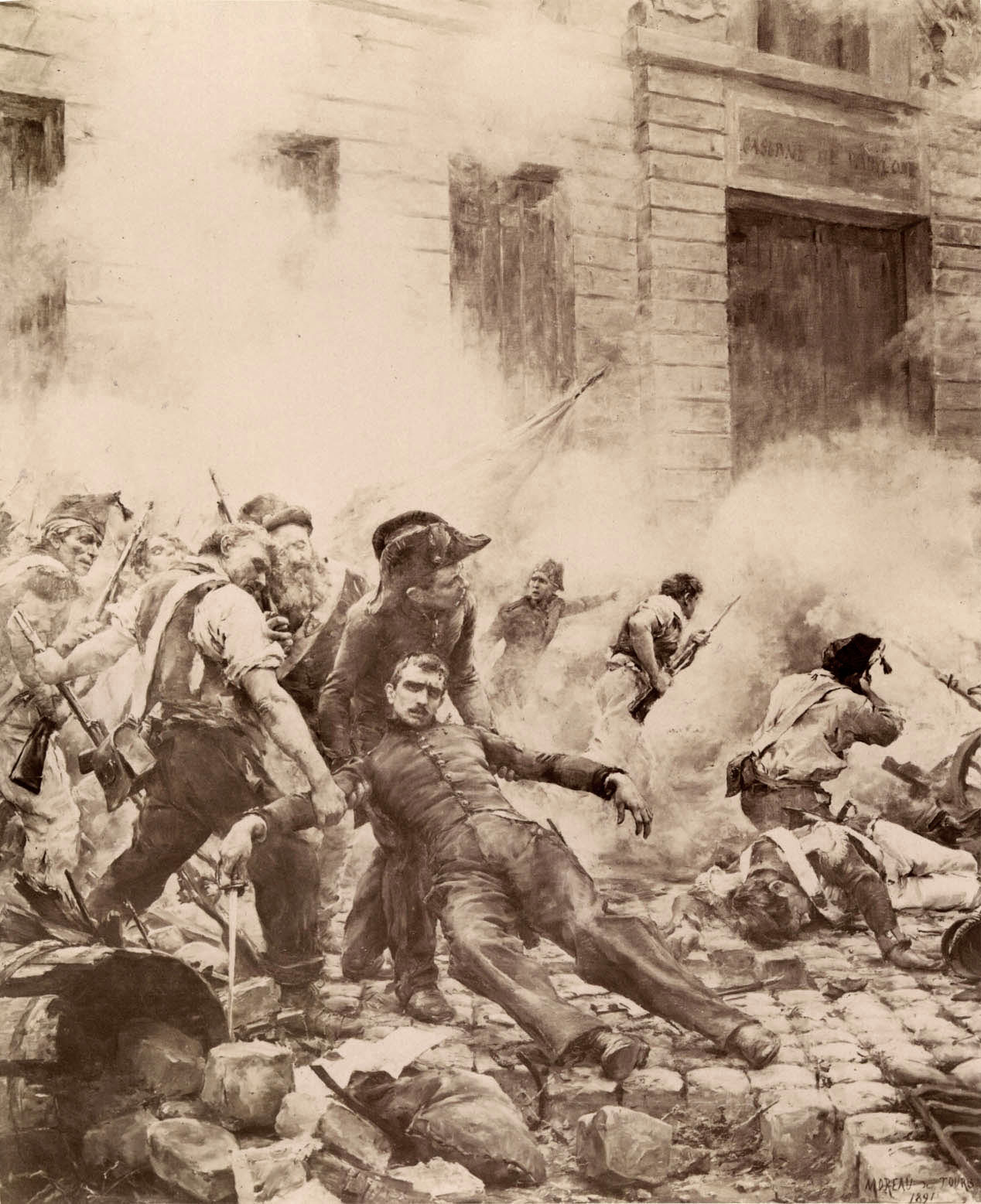
Гибель студента Политехнической школы и одного из лидеров революционеров Луи Вано (фр.; 1811—1830) во время Июльской революции 1830 года в Париже.
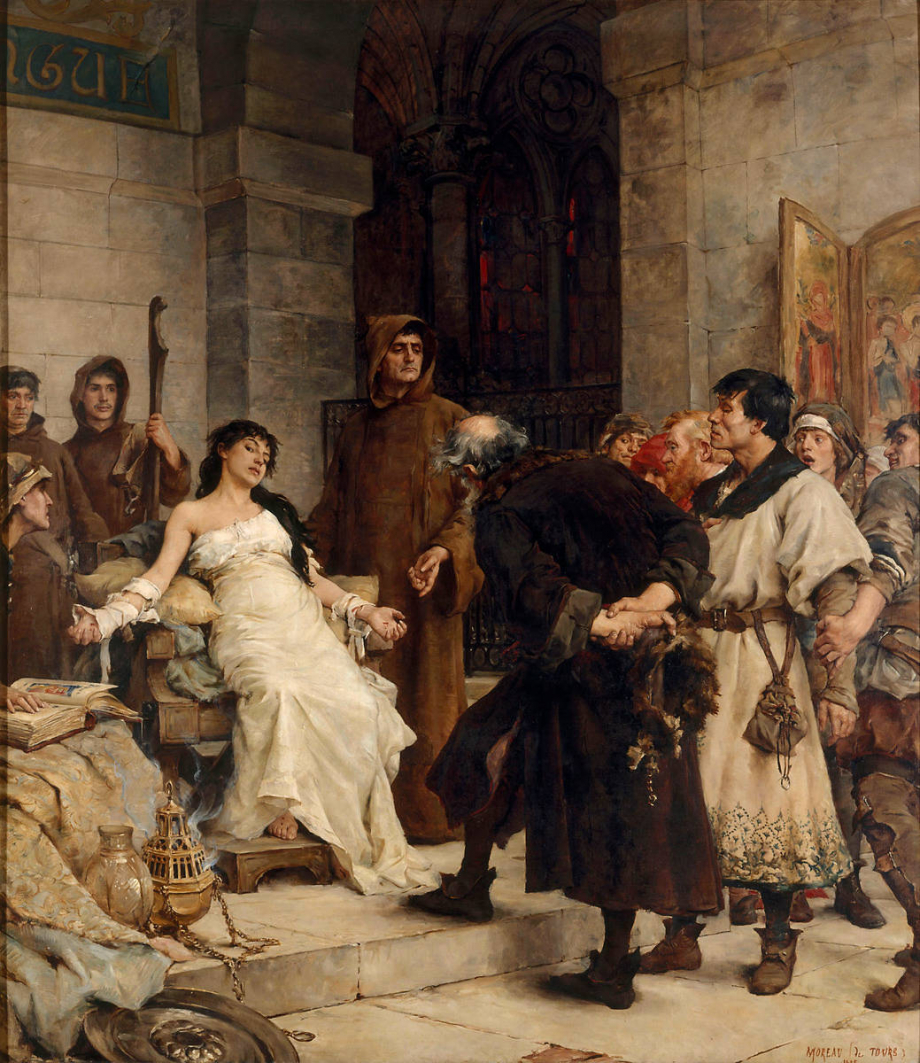
Стигматы в Средние века. 1885.